# Františka Závodská
Františka Závodská (15. ledna 1915 - 26. března 2002) byla slovenská a československá politička a poúnorová bezpartijní poslankyně Národního shromáždění ČSSR.

## Biografie
Ve volbách roku 1960 byla zvolena do Národního shromáždění ČSSR za Západoslovenský kraj jako bezpartijní kandidátka. V Národním shromáždění zasedala až do konce volebního období parlamentu, tedy do voleb v roce 1964.